# Gabriel Mentz
 (mars 2025).
Le contenu est difficilement compréhensible vu les erreurs de traduction, qui sont peut-être dues à l'utilisation d'un logiciel de traduction automatique.
Pour les articles homonymes, voir Mentz.
Gabriel Mentz, né le 11 août 1998 à São Leopoldo est un footballeur international maltais qui joue au poste de défenseur central à Gżira United.

## Biographie

### Carrière en club
Mentz a commencé à jouer au football à l'âge de cinq ans. En tant que jeune joueur, il a rejoint l'académie de l'équipe brésilienne Internacional, avant de rejoindre Botafogo en 2018. Un an plus tard, il a commencé sa carrière senior avec l'équipe maltaise de Santa Lucia, où il fait dix-neuf apparitions en championnat. En 2020, il signe à Gżira United.

### Carrière internationale
Le 13 octobre 2024, Mentz a fait ses débuts avec l'équipe nationale de Malte lors d'une victoire 1-0 à domicile contre la Moldavie en Ligue des Nations. Un mois auparavant, il avait obtenu la nationalité maltaise, après avoir vécu dans le pays pendant cinq ans, ce qui lui permettait d'être éligible pour représenter Malte au niveau international.